# يعقوب بن إسحاق المحلي
يعقوب بن إسحاق المحلي (ت. نحو 605 هـ / نحو 1208 م) هو طبيب يهودي، من أهل المحلة.
هو أسعد الدين يعقوب بن إسحاق المحلي. تعلم بالقاهرة ، ثم انتقل إلى دمشق سنة 598 هـ، فأقام مدة فيها، وعاد بعدها إلى القاهرة وبها وفاته. له «مقالة في قوانين طبية» ، و كتاب «النزه في حل ما وقع من إدراك البصر في المرايا الشبه» و كتاب في «مزاج دمشق ووضعها وتفاوتها من مصر وأيهما أصح وأعدل».